# La Chapelle-aux-Chasses
La Chapelle-aux-Chasses é uma comuna francesa na região administrativa de Auvérnia-Ródano-Alpes, no departamento Allier. Estende-se por uma área de 25 km². Em 2010 a comuna tinha 211 habitantes (densidade: 8,4 hab./km²).